# Dolní Újezd (ort i Tjeckien, Pardubice)
Dolní Újezd är en ort i Tjeckien.   Den ligger i regionen Pardubice, i den centrala delen av landet, 130 km öster om huvudstaden Prag. Dolní Újezd ligger 413 meter över havet och antalet invånare är 1 963.
Terrängen runt Dolní Újezd är huvudsakligen platt, men åt sydväst är den kuperad. Runt Dolní Újezd är det ganska glesbefolkat, med 38 invånare per kvadratkilometer. Närmaste större samhälle är Litomyšl, 6,3 km nordost om Dolní Újezd. Trakten runt Dolní Újezd består till största delen av jordbruksmark.